# ميشيو موريشيما
وكان اليابانية الاقتصادي، عالم الرياضيات وإقتصاد قياسي، الذي كان أحد أعضاء هيئة التدريس في كلية لندن للاقتصاد 1970-88 مثل السير جون هيكس أستاذ الاقتصاد. وكان أيضًا أستاذًا فخريًا بجامعة أوساكا وعضوًا في الأكاديمية البريطانية.
في عام 1976، حصل على وسام الثقافة (文化 勲 章 ، بونكا كونشو)، وهي جائزة مدى الحياة تعادل اليابان جائزة نوبل.
درس الاقتصاد وعلم الاجتماع في عهد ياسوما تاكادا. في عام 1946 تخرج من جامعة كيوتو وتدرس في جامعة كيوتو وجامعة أوساكا. وأسس معهد البحوث الاجتماعية والاقتصادية (I S E R) بجامعة أوساكا بالتعاون مع ياسوما تاكادا. في عام 1968، ذهب إلى بريطانيا ودرس في جامعة إسيكس و L S E.
في عام 1960 أسس مع لورانس ر. كلاين الحائز على جائزة نوبل من قسم الاقتصاد بجامعة بنسلفانيا، المجلة الاقتصادية الدولية (التي نشرتها اليوم بنسلفانيا)، والتي نمت لتصبح واحدة من المجلات الرائدة في الاقتصاد في العالم. في عام 1965، أصبح أول رئيس ياباني لجمعية الاقتصاد القياسي. يقال إن أكثر المؤيدين حماسة لموريشيما كان جون هيكس.
لقد كان منشئ المشروع الذي أدى إلى إنشاء S u n t o r y - Toyota Foundation و S u n t o r y و Toyota International Centers for Economic and تخصصات ذات الصلة (S T I C E R D) في L S E. كان أول رئيس لشركة S T I C E R D. في عام 1991 تم انتخابه زميلًا فخريًا في L S E.

## ابحاث
اهتماماته الرئيسية كانت في نظرية التوازن العام، تاريخ الفكر الاقتصادي، والنظم الاقتصادية الرأسمالية. عملت النظرية الاقتصادية لموريشيما على تكييف نموذج النمو متعدد القطاعات لفون نيومان في عام 1937 إلى نموذج التوازن العام. استعرض بحثه أعمال ماركس والراس. بالنظر إلى عمل هؤلاء النظريين ليكون ريكارديان، فقد عمل بحثه على توضيح أن تعديلهم على طول خطوط نيومان يوضح أوجه التشابه والاختلاف النظري بين المواقف.
تضمنت مؤلفاته «التوازن والاستقرار والنمو» (1964)، نظرية النمو الاقتصادي (1969)، اقتصاديات ماركس (1973)، النظرية الاقتصادية للمجتمع الحديث (1976)، لماذا نجحت اليابان؟ (1982)، واقتصاديات المجتمع الصناعي (1984).

## التعليم
1946 تخرج من كلية الاقتصاد، جامعة كيوتو

## الخبرة العملية
- 1948 - مساعد في جامعة كيوتو
- 1950 - محاضر في جامعة كيوتو
- 1950 - أستاذ مساعد في جامعة كيوتو
- 1951 - أستاذ مشارك في جامعة أوساكا
- 1963 - أستاذ الاقتصاد بجامعة أوساكا
- 1966 - أستاذ I S E R (معهد البحوث الاجتماعية والاقتصادية *) في جامعة أوساكا
- 1968 - أستاذ زائر بجامعة إسكس
- 1969 - أستاذ كينز زائر بجامعة إسكس
- 1970 - أستاذ بكلية لندن للاقتصاد
- 1982 - أستاذ السير جون هيكس بكلية لندن للاقتصاد

## المنشورات
أهم أعمال ميشيو موريشيما
- موريشيما، ميشيو (1952)، «حول قوانين تغيير نظام الأسعار في اقتصاد يحتوي على سلع تكميلية»، أوساكا E P .
- موريشيما، ميشيو (1952)، «سلوك المستهلك وتفضيل السيولة»، الاقتصاد القياسي .
- موريشيما، ميشيو (1956)، «تحليل للعملية الرأسمالية للإنجاب»، مترونيكا .
- موريشيما، ميتشيو (1957)، «ملاحظات على نظرية استقرار بورصة متعددة»، RES.
- موريشيما، ميشيو (1958)، «مساهمة في النظرية غير الخطية للدورة التجارية»، Z f N .
- موريشيما، ميتشيو (1958)، «تحليل ديناميكية التغيير الهيكلي في ليونتيف الموديل»، الوضع الاقتصادي.
- موريشيما، ميشيو (1958)، «أسعار الفائدة والأرباح في نظام ديناميكي للعيون»، الإيكونوميتريكا .
- موريشيما، ميتشيو (1959)، «بعض خصائص نظام l e o n t i e f الديناميكي مع مجموعة من التقنيات»، E c o n o m e t r i c a .
- موريشيما، ميشيو (1960)، «وجود الحل لنظام والراسيان لتكوين رأس المال والائتمان»، Z f N .
- موريشيما، ميتشيو (1960)، «على القوانين H i c ks i a n ثلاثة من احصائيات المقارن»، RES.
- Morishima، Michio (1960)، "A reconsideration of the Walras-Cassel-Leontief model of general equilibrium"، في Arrow (المحرر)، Mathematical models in the social sciences, 1959: Proceedings of the first Stanford symposium، Stanford mathematical studies in the social sciences, IV، Stanford, California: Stanford University Press، ص. 63–76، ISBN:9780804700214  Morishima، Michio (1960)، "A reconsideration of the Walras-Cassel-Leontief model of general equilibrium"، في Arrow (المحرر)، Mathematical models in the social sciences, 1959: Proceedings of the first Stanford symposium، Stanford mathematical studies in the social sciences, IV، Stanford, California: Stanford University Press، ص. 63–76، ISBN:9780804700214
- موريشيما، ميشيو (1960)، «التوسع الاقتصادي وسعر الفائدة في نماذج نيومان المعممة»، الإيكونوميتريكا .
- موريشيما، ميتشيو (1961)، «والدليل على حاجر نظرية: و` القضية رقم الإنتاج المشترك»، RES.
- Michio Morishima؛ Francis Seton (أبريل 1961). "Aggregation in Leontief Matrices and the Labour Theory of Value". Econometrica. ج. 29 ع. 2: 203–220. JSTOR:1909289.
- موريشيما، ميشيو (1961)، «تعميمات نظريات Frobenius-Wielandt لمصفوفات المربعات غير السلبية»، J من جمعية لندن الرياضية .
- موريشيما، ميشيو (1962)، «استقرار توازن التبادل: نهج بديل»، هيئة الإنصاف والمصالحة .
- موريشيما، ميتشيو (1964)، التوازن والاستقرار والنمو: تحليل متعدد القطاعات .
- موريشيما، ميشيو (1966)، «دحض نظرية عدم التبديل»، QJE .
- موريشيما، ميشيو (1967)، «بعض الاقتراحات حول نظرية المرونة»، كيزاي هيورون
- موريشيما، ميشيو (1969)، نظرية النمو الاقتصادي .
- موريشيما، ميتشيو (1970)، «إن تعميم النظام البديل الإجمالي»، RES.
- موريشيما، ميشيو (1971)، «حدود الاستهلاك والاستثمار، حدود الأجور والأرباح وتوازن نمو نيومان»، ZfN .
- موريشيما، ميشيو (1972)، عمل نماذج الاقتصاد القياسي ، (بالتعاون مع Y. Murata ، T. Nosse و M. Saito).
- موريشيما، ميشيو (1973)، اقتصاديات ماركس: نظرية مزدوجة للقيمة والنمو . كامبريدج.
- موريشيما، ميشيو (1973)، نظرية الطلب: حقيقية ونقدية ، مع مؤلفين مشاركين.
- موريشيما، ميشيو (1973)، النظرية الاقتصادية للمجتمع الحديث .
- موريشيما، ميشيو (1974)، "The Frobenius Theorem، Its Solow-Samuelson Extension and the Kuhn-Tucker Theorem"، with T. Fujimoto، JMathE .
- Michio Morishima (يوليو 1974). "Marx in the Light of Modern Economic Theory". Econometrica. ج. 42 ع. 4: 611–632. DOI:10.2307/1913933. JSTOR:1913933.
- موريشيما، ميشيو (1977)، اقتصاديات والراس: نظرية خالصة لرأس المال والمال .
- Michio Morishima؛ George Catephores (1978). Value, Exploitation, and Growth — Marx in the Light of Modern Economic Theory. London.{{استشهاد بكتاب}}:  صيانة الاستشهاد: مكان بدون ناشر (link)
- موريشيما، ميشيو (1978)، "The Cournot-Walras Arbitrage Resource Consuming Exchange and Competitive Equilibrium"، مع M. Majumdar ، في Hommage a Francois Perroux .
- موريشيما، ميشيو (1982)، لماذا نجحت اليابان؟ التكنولوجيا الغربية والأخلاق اليابانية .
- موريشيما، ميشيو (1984)، «الاستخدامات السيئة والسيئة للرياضيات»، في Wiles and Routh ، محرري الاقتصاد في الفوضى .
- موريشيما، ميشيو (1984)، اقتصاديات المجتمع الصناعي .
- موريشيما، ميشيو (1989)، موريشيما، ميشيو (1952)، اقتصاديات ريكاردو .
- موريشيما، ميشيو (1991)، «نظرية التوازن العام في القرن 21»، EJ .
- موريشيما، ميشيو (1992)، رأس المال والائتمان: صياغة جديدة لنظرية التوازن العام .
- موريشيما، ميشيو (1994)، «رأس المال والنمو»، في Homouda ، The Legacy of Hicks .
- موريشيما، ميشيو (1996)، النظرية الاقتصادية الديناميكية .
- موريشيما، ميشيو (1999)، لماذا تنهار اليابان؟ .

## روابط خارجية
- جامعة كيوتو
- معهد البحوث الاجتماعية والاقتصادية، جامعة أوساكا
- كلية لندن للاقتصاد (LSE)
- Suntory و Toyota المراكز الدولية للتخصصات الاقتصادية وما يتصل بها (STICERD) في LSE